# Домашевниця
Домашевниця (пол. Domaszewnica) — село в Польщі, у гміні Улян-Майорат Радинського повіту Люблінського воєводства.
Населення — 648 осіб (2011).
У 1975-1998 роках село належало до Білопідляського воєводства.

## Демографія
Демографічна структура станом на 31 березня 2011 року:
|          | Загалом | Допрацездатний вік | Працездатний вік | Постпрацездатний вік |
| -------- | ------- | ------------------ | ---------------- | -------------------- |
| Чоловіки | 325     | 96                 | 191              | 38                   |
| Жінки    | 323     | 75                 | 170              | 78                   |
| Разом    | 648     | 171                | 361              | 116                  |